# Dwight F. Davis
Dwight Filley Davis (Saint Louis, Missouri, 5 de juliol de 1879 − Washington DC, 28 de novembre de 1945) fou un polític i jugador de tennis estatunidenc. És famós per la creació de la Copa Davis, la major competició internacional de tennis masculí en la qual els equips són formats per jugadors seleccionats per seues federacions esportives nacionals.

## Biografia
Com a tennista va destacar individualment sent finalista del U.S. National Championships l'any 1898, mentre que en dobles fou campió en tres ocasions consecutives d'aquest torneig (1899, 1900 i 1901) juntament amb Holcombe Ward. Amb ell també foren finalistes a Wimbledon el 1901. L'any 1900 va desenvolupar l'estructura d'un nou torneig internacional anomenat International Lawn Tennis Challenge, que posteriorment es va canviar de nom a Copa Davis en honor seu. Davis fou membre de l'equip estatunidenc en les dues primeres edicions (1900 i 1902), i també el capità en la primera. L'any 1904 va participar en el Jocs Olímpics de Saint Louis (la seva ciutat natal) en categoria individual però fou eliminat en segona ronda, i també en dobles juntament amb Ralph McKittrick arribant a quarts de final.
Davis va estudiar dret en la Washington University Law School però mai va exercir com a advocat. Després de servir com a coronel a les Forces Armades dels Estats Units d'Amèrica en la Primera Guerra Mundial, va portar una carrera política activa en la seva ciutat natal de Saint Louis, ampliant les infraestructures esportives i creant les primeres pistes de tennis públiques dels Estats Units. Posteriorment va servir al president Calvin Coolidge (1923-25) com a secretari adjunt de guerra i també va servir com a Governador General de les Filipines (1929-32) durant el mandat de Herbert Hoover.
L'any 1905 es va casar amb Helen Brooks, que va morir el 1932, i posteriorment es va casar amb Pauline Sabin el 1936, amb qui es va traslladar a Meridian Plantation, prop de Tallahassee. La seva filla Alice Brooks Davis es va casar amb l'ambaixador britànic als Estats Units Sir Roger Makins.

## Torneigs de Grand Slam

### Individual: 1 (0−1)
| Resultat  | Núm. | Any  | Torneig                     | Oponent         | Marcador           |
| --------- | ---- | ---- | --------------------------- | --------------- | ------------------ |
| Finalista | 1.   | 1898 | U.S. National Championships | Malcolm Whitman | 6−3, 2−6, 2−6, 1−6 |

### Dobles: 6 (3−3)
| Resultat  | Núm. | Any  | Torneig                         | Parella       | Oponents                            | Marcador                |
| --------- | ---- | ---- | ------------------------------- | ------------- | ----------------------------------- | ----------------------- |
| Finalista | 1.   | 1898 | U.S. National Championships     | Holcombe Ward | Leo Ware · George Sheldon           | 6−1, 5−7, 4−6, 6−4, 5−7 |
| Guanyador | 1.   | 1899 | U.S. National Championships     | Holcombe Ward | Leo Ware · George Sheldon           | 6−4, 6−4, 6−3           |
| Guanyador | 2.   | 1900 | U.S. National Championships (2) | Holcombe Ward | Fred Alexander · Raymond Little     | 6−4, 9−7, 12−10         |
| Finalista | 2.   | 1901 | Wimbledon                       | Holcombe Ward | Reginald Doherty · Lawrence Doherty | 6−4, 2−6, 3−6, 7−9      |
| Guanyador | 3.   | 1901 | U.S. National Championships (3) | Holcombe Ward | Leo Ware · Beals Wright             | 6−3, 9−7, 6−1           |
| Finalista | 3.   | 1902 | U.S. National Championships (2) | Holcombe Ward | Reginald Doherty · Lawrence Doherty | 9−11, 10−12, 4−6        |